# توم نورتن
توم نورتن (بالإنجليزية: Tom Norton)‏ هو لاعب كرة قاعدة أمريكي، ولد في 26 أبريل 1950 في إليريا في الولايات المتحدة.

## وصلات خارجية
- توم نورتن على موقعبيزبول رفرنس.كوم (الدوري الرئيسي) (الإنجليزية)
- توم نورتن على موقعبيزبول رفرنس.كوم (الدوري الثانوي) (الإنجليزية)